# Presidente Epitácio
Presidente Epitácio ist eine Stadt in Brasilien. Im Jahr 2018 lebten nach offizieller Schätzung etwa 44.000 Menschen in der Stadt. Sie liegt im äußersten Westen des Bundesstaats São Paulo am linken Ufer des Paraná. Der Fluss, dessen rechtes Ufer bereits zum Bundesstaat Mato Grosso do Sul gehört, ist seit 1998 in diesem Bereich zu einem gigantischen See aufgestaut.

## Geschichte
Die Stadt wurde 1907 als Porto Tibiriçá gegründet und später nach dem ehemaligen brasilianischen Präsidenten Epitácio Pessoa (1919–1922) umbenannt.

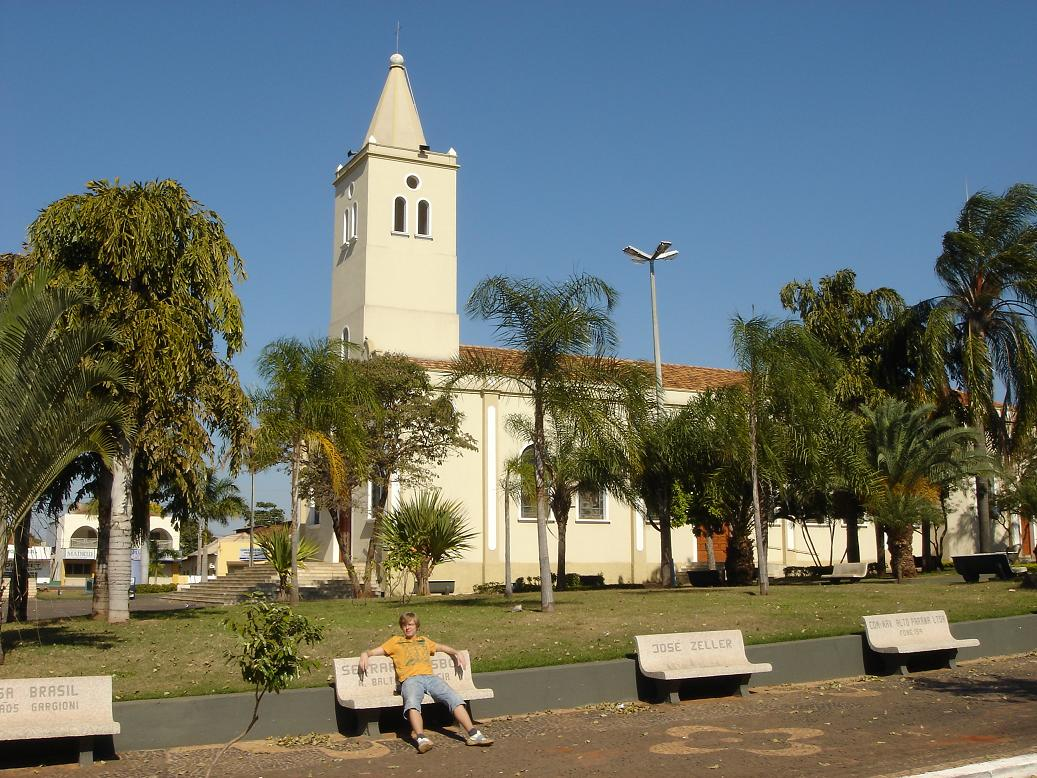
Kirche von Presidente Epitácio

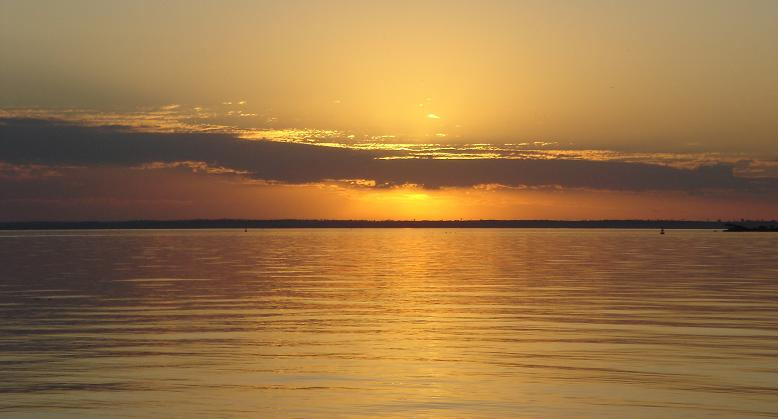
Der aufgestaute Paraná bei Presidente Epitácio

Die Gemeinde wurde 1948 durch Landesgesetz gegründet.

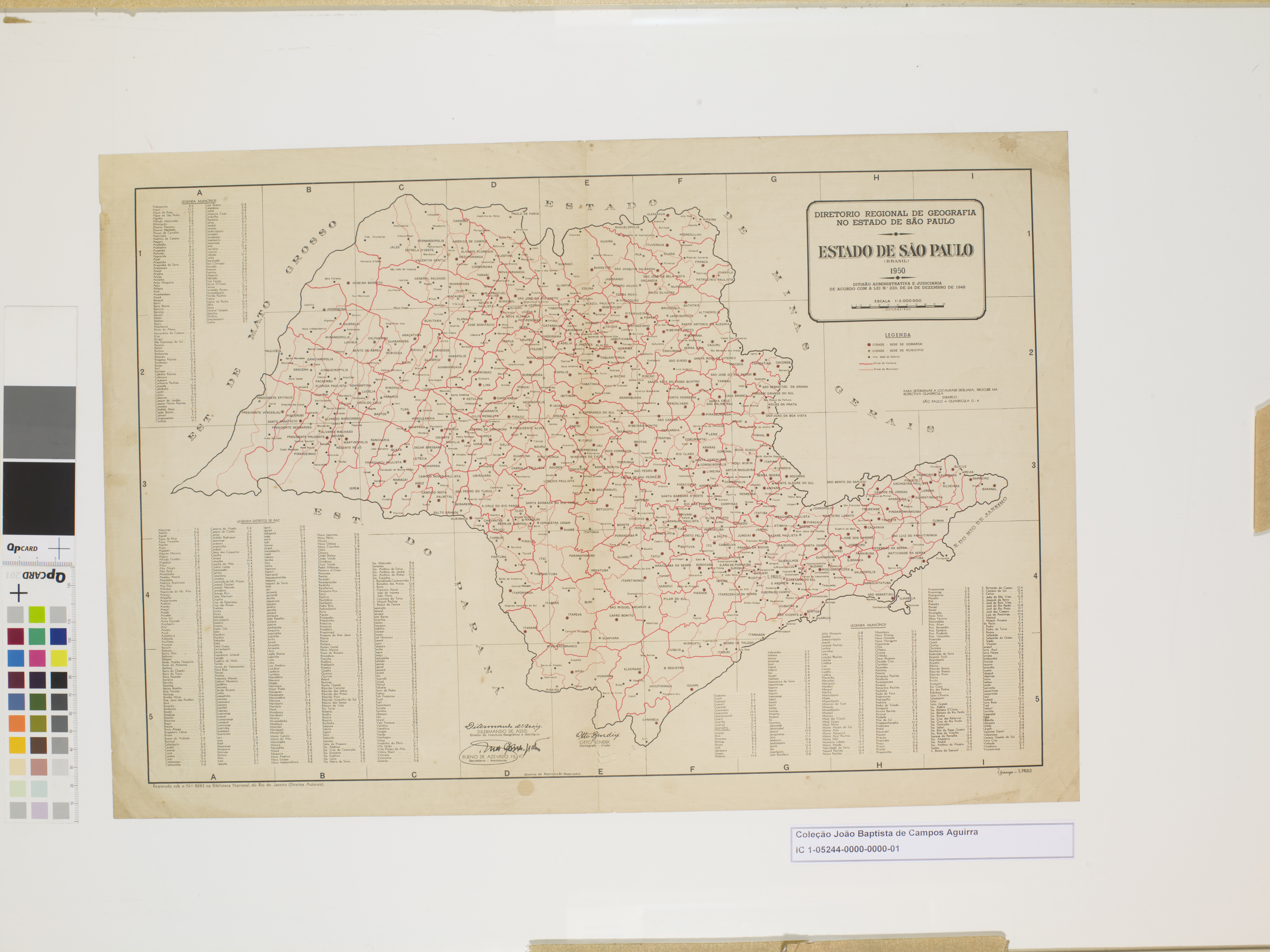
Karte des Bundesstaates São Paulo (1948).